# 39 keihō dai sanjūkyū jō
Pour plus de détails, voir Fiche technique et Distribution.
39 keihō dai sanjūkyū jō (＜３９＞ ［刑法第三十九条］, litt. « Article 39 du droit pénal ») est un film japonais réalisé par Yoshimitsu Morita, sorti en 1999.

## Synopsis
Un acteur de théâtre, Masaki Shibata, tue un homme et sa femme. Arrêté, il avoue son crime et l'explique : la femme, enceinte de cinq mois, aurait critiqué son spectacle. Des tests psychiatriques doivent être menés pour évaluer sa santé mentale.

## Fiche technique
- Titre : 39 keihō dai sanjūkyū jō
- Titre original : ＜３９＞ ［刑法第三十九条］
- Réalisation : Yoshimitsu Morita
- Scénario : Sumio Ōmori (ja), d'après un roman de Yasutaka Nagai (ja)
- Musique : Toshihiko Satō (ja)
- Photographie : Hiroshi Takase
- Montage : Shinji Tanaka (ja)
- Décors : Hidetaka Ozawa
- Son : Fumio Hashimoto (ja)
- Société de production : Kōwa International, News Corporation et Shōchiku
- Pays d'origine :  Japon
- Langue originale : japonais
- Genres : film policier et drame
- Durée : 133 minutes[1]
- Dates de sortie : 
  - Japon : 1er mai 1999[1]

## Distribution
- Kyōka Suzuki : Kafuka Ogawa
- Shin'ichi Tsutsumi : Masaki Shibata
- Ittoku Kishibe : l'inspecteur Nagoshi
- Naoki Sugiura : le professeur Saneyuki Fujishiro
- Kirin Kiki : Shigure Nagamura, l'avocate de Shibata
- Tōru Emori : le procureur Michihiko Kusama
- Hideko Yoshida : la mère de Kafuka
- Mirai Yamamoto : Mikako Kudo
- Masanobu Katsumura : Sunaoka
- Jun Kunimura : Toshimitsu Shibata
- Yasuhito Ohchi : Keisuke Kudo enfant
- Takashi Sasano : Tezuka
- Takatoshi Takeda : l'inspecteur Nakamura
- Masato Irie : Osamu Hatata
- Misayo Haruki : Kei Hatata
- Daikichi Sugawara : l'inspecteur Tatebayashi
- Isamu Minami : Osamu Hatata enfant
- Mika Asai : Mikako enfant
- Ayako Yoshitani : Atsuko Kudo
- Kazuyo Kawamura : Miyuki Kudo
- Tomonori Yoshida : Masaki Shibata enfant
- Kōji Satō : Senjo Iwaki
- Hiroshi Isobe : l'avocat d'Inuyama
- Kumiko Tsuchiya : Yoriko Nogami
- Tadao Tamura : le président
- Hirokazu Inoue : Muramatsu

## Distinctions
Sauf indication contraire, les informations mentionnées dans cette section peuvent être confirmées par la base de données cinématographiques IMDb,  présente dans la section « Liens externes ».

### Récompenses
- 2000 : prix Mainichi du meilleur réalisateur pour Yoshimitsu Morita[2]
- 2000 : prix du meilleur film, du meilleur réalisateur pour Yoshimitsu Morita et du meilleur scénario pour Sumio Ōmori (ja) au festival du film de Yokohama
- 2000 : prix Blue Ribbon de la meilleure actrice pour Kyōka Suzuki[3]
- 2000 : prix Kinema Junpō de la meilleure actrice pour Kyōka Suzuki

### Sélections
- 1999 : le film est présenté en sélection officielle en compétition lors de la Berlinale 1999[4]
- 2000 : prix de la meilleure actrice pour Kyōka Suzuki, du meilleur scénario pour Sumio Ōmori (ja) et du meilleur son pour Fumio Hashimoto (ja) aux Japan Academy Prize[5]